# 法務局 (琉球政府)
法務局（ほうむきょく）は、琉球政府の行政事務部局のひとつ。司法関係を所管した。琉球政府発足当初から存在した行政事務部局である。

## 所掌事務
法務局の所掌事務は以下の通りである（1972年5月14日以降現在まで）。
- 政府の利害に関係のある訴訟に関すること

　主に琉球訴訟(琉警が扱う刑事事件)
- 戸籍、登記、供託及び住民登録に関すること
- アメリカ合衆国政府の土地使用に係る業務に関すること

　・軍基地の土地使用料
　・返還期限について
- 行刑及び更生保護に関すること
- 人権の擁護に関すること
- 検察庁の事務に関すること
- 出入域管理に関すること
- 土地調査及び測量に関すること
- その他法務に関すること
- 法務全般

## 組織
法務局の組織は以下の通りである（1972年5月14日現在）。

### 内部部局
- 局長直属
  - 総務課
- 民事部
  - 民事課
  - 土地業務課
- 刑事部
  - 人権擁護課
  - 矯正保護課

### 外局
- 更生保護委員会
- 出入管理庁
- 土地調査庁

### 支分部局
- 法務支局
- 登記所
- 保護観察所

### 附属機関
- 軍用地関係事務所
- 刑務所
- 少年院
- 少年鑑別所
- 矯正研修所